# Brisley
Brisley – wieś w Anglii, w hrabstwie Norfolk, w dystrykcie Breckland. Leży 31 km na północny zachód od Norwich i 155 km na północny wschód od Londynu.
Miejscowość liczy 276 mieszkańców.